# MVアグスタ・F4シリーズ
MVアグスタ・F4シリーズはMVアグスタが製造販売しているオートバイの車種である。

## 概要
1997年にCRCのマッシモ・タンブリーニによって設計された。片持ち式スイングアームはマグネシウム合金製の中空断面スイングアームを採用してバネ下重量の欠点を補っている。

## モデル一覧

### 初代
伝統的な赤／銀のフェアリングデザインや、当初フェラーリがエンジン開発に携わるなど「高性能な4気筒エンジンを搭載」というコンセプトを継承している。
- F4セリエオーロ（F4 SERIE ORO ） - 世界限定300台、日本国内限定25台の限定車として発売された。ホイールやスイングアームはマグネシウム合金、フェアリングはカーボンファイバー製。
- F4Jスペシャル（F4J SPECIAL ） - F4セリエオーロを購入できなかった熱狂的なファンのために販売された日本の独自企画モデル。F4Sにセリエオーロのパーツを装着し、マシンオーナーの名前が刻印された24金製のプレートがトップブリッジに輝く。元GP500クラスライダー平忠彦が所有していたことでも有名。
- F4 750S（2001年1月発売） - F4セリエオーロの廉価モデル。価格がダウンしているとはいえ、並列4気筒というエンジン形式やトラス構造のフレームデザインはセリエオーロそのまま。排気量を省略して「F4S」と呼ばれることもある。
- F4 750S 1+1 - F4 750Sを二人乗り可能としたモデルで、シートレールの作りなどが異なる。
- F4 750SR（2004年発売） - 750cc版F4のラストモデルであり、日本市場限定モデルでもあるSRは、2003年モデルの「EVO3」と共に特別な名前を持つ。発売から年々熟成が進んだ同モデルは、ラジエターをシングルからダブルにするなど数多くのマイナーチェンジを経て徐々に完成されていった。

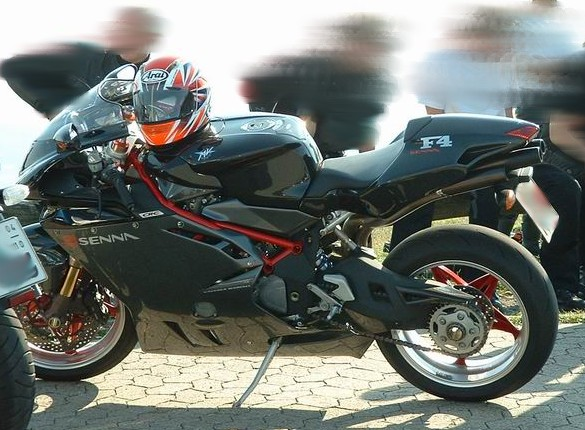
F4セナ

- F4セナ（F4 SENNA ） - アイルトン・セナのメモリアルモデル。このマシンの売り上げ金の一部は、アイルトン・セナ財団を通じてブラジルの子供達の教育基金などの慈善活動に使われる。750ccモデルと1000ccモデルが存在し、それぞれにフェアリングのデザインが異なる。
- F4アゴ（F4 AGO ） - MVアグスタのレース史で最も多くの勝ち星をあげた、ジャコモ・アゴスチーニの名前を冠したモデル。左右のフェアリングに描かれた「1」のゼッケンがチャンピオンモデルの証。F4セナと同様、750ccモデルと1000ccモデルが販売された。
- F4 SPR - F4 750Sにクロスミッションやカーボンパーツを奢り、よりレースユースを意識したモデル。一速で140km/hに達するハイギアード仕様。後にスズキ・GSX-R750に破られるまで、750ccクラスの市販マシンとしては最高出力となる146psを誇っていた。
- F4 SP01 - MV AGUSTA CORSE[2]から販売された最初のキットパーツ。鮮やかな青と銀で塗装された外装に、マグネシウムホイールやカーボンパーツなどを装着している。限定50セット。
- F4 1000S - F4 750Sの排気量を上げ、さらなるパフォーマンスの向上を目指したモデル。見た目は750ccモデルとほとんど変わらないが、キャスター角は24°から24.5°に寝かせられ、ホイールベースの延長やハンドル位置の上昇もあり、750ccモデルよりもライダーに友好的な性格と評価されることが多い。クラッチには過大なエンジンブレーキを防止するEBS(Electronic Engine Brake System)が導入された。
- F4 1000S 1+1 - F4 1000Sを二人乗り可能としたモデル。
- F4 1000R - F4 1000Sをさらにハイパワー化し、サーキットユースを意識したモデル。2006年8月、アメリカのユタ州ソルトレイクシティのボンネビル・ソルトフラッツで開催された「ボンネビル・ナショナル・スピードウィーク」最高速トライアルにて、1000ccクラス市販車としては世界最速の187.726MPH（302.116km/h）を記録したことも話題となった。更に2008年のイタリア・スーパーバイク選手権ではユニオンバイクチームより参戦したライダー、ルカ・スカッサの手によって年間チャンピオンを獲得している。
- F4 1000R 1+1 - F4 1000Rを二人乗り可能としたモデル。
- F4タンブリーニ（F4 TAMBURINI ） - F4のフレームやフェアリングなどの車体デザインを担当したマッシモ・タンブリーニの名前を冠した限定モデル。量産二輪車としては世界初の可変エアファンネルを装備した。

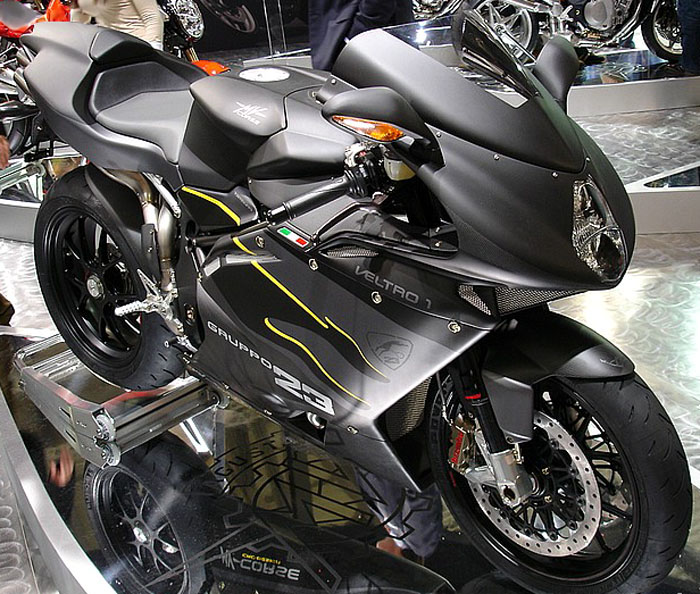
F4ヴェルトロ

- F4ヴェルトロ（F4 VELTRO ） - F4シリーズとしては初の、保安部品[3]を排除した、完全なレーサーとして製作されたモデル。このモデルの発売前後にMVアグスタによるスーパーバイク世界選手権参戦の噂があったことからも、プライベーターを意識したレースベース車としての側面を持っていたようだ。車名のヴェルトロは、イタリア最高の詩人と言われるダンテ・アリギエーリの「神曲」に登場するグレイハウンドの名前で、イタリアを救う猟犬として描かれているもの。カラーリングや車体横の「GRUPPO 23」の文字は、イタリア空軍の第23飛行隊をモチーフにしている。
  - F4ヴェルトロS（F4 VELTRO S ） - F4ヴェルトロを公道向けとしたバージョン。
- F4マンバ（F4 MAMBA ） - メーカーチューンの限定モデルだが、キットパーツでの販売も行われた。マンバは毒蛇の意。
- F4 1000R312 - より軽量・ハイパワーになっていく日本製4気筒マシンに対抗するため、1000Rにチタンバルブの装着やスロットルボディの拡大といったモディファイを施したマシン。車名はイタリアのナルド・サーキットで計測された312km/hという最高速に由来する。新生MVとしては初挑戦となったマン島TTレースではストッククラスで4位に入賞し、そのポテンシャルの一端を示した。
- F4 1000R312 1+1 - F4 1000R312を二人乗り可能としたモデル。
- F4コルセ（F4 CORSE ） - F4に専用グラフィックのフェアリングや各種のパーツを装着したモデル。下記の「ブルターレ グラディオ」と同じくCRC（Centro Ricerche Cagiva 、カジバリサーチセンター）からの販売とされた。
- F4CC - MVアグスタグループの社長であるクラウディオ・カスティリオーニ（Claudio Castiglioni ）の名前を冠した限定モデル。100,000ユーロ[4]という高価格でも話題となった。エンジンは1,078ccとなり、公称200ps超、最高速315km/h。また、購入者にはトラサルディのジャケットとジラール・ペルゴの腕時計も贈られる。
- F4 1078RR312 - 更なるパフォーマンスの向上を目指し、公称190psを発生する1078.37ccのエンジンを搭載した量産型ハイエンドモデル。更に強大になったエンジンブレーキに対応するため、F4 1000Sから採用されたEBSを活かしつつ、スリッパークラッチも新たに装備した。
- F4 1078RR312 1+1 - F4 1078RR312を二人乗り可能としたモデル。

### 2代目
2009年にフルモデルチェンジを敢行。1000cc（998cc）モデルのみの生産となる。初代の設計者であるタンブリーニは関与していないが、外観やフレーム形状には初代のイメージを色濃く残している。
- F4 - 2代目デビューモデル。998ccエンジン搭載。日本での販売価格は当初289万円だったが、後に値下げされ210万円となった。
- F4RC　RepartoCorse-MOTUL - 全世界２５０台限定（日本国内５台）のスペシャルモデル新たなるレーシングキットとWSBKカラーを纏ったMVアグスタのトップレンジモデルである。フロントフォークは窒化チタンコーティングが施されたオーリンズ倒立。ブレーキは320mmディスクにブレンボGP4ピストンキャリパーの組み合わせ。リアショックはフロントと同じくオーリンズのTTX。リアブレーキは210mmディスクに４ピストンキャリパーが装備されている。クイックシフターのほか、ABS、RLM（Rear wheel Lift-up Mitigation）、MV AGUSTAの電子制御システムMVICS （Motor & Vehicle Integrated Control System）の新バージョン2.0を搭載しており、８レベルのトラクションコントロール調整が可能となっている。最大出力は205hp（151kW）で、専用レーシングキットはさらに7hpを加えた合計212hp（158kW）である。SC-Projectのチタン製1本出しエキゾーストサイレンサーは、専用のレーシングECUと同時開発されました。2017年型からはエグゾーストシステムがSC-Projectのフルチタン製１本出し、2016年型はAMGカラーでテルミニョーニ製2本出しとなっている。